# Julia Caesaris maior (zus van Julius Caesar)
Julia Caesaris maior was de oudere zus van de Romeinse dictator Gaius Julius Caesar. Zij was een dochter van Gaius Julius Caesar Strabo en Aurelia Cotta.

## Leven
Julia wordt in geen enkele antieke bron bij naam genoemd. Haar bestaan kan slechts worden afgeleid uit een passage van Suetonius, waarbij drie mannen die Caesar als zijn erfgenamen aanstelde, als diens sororum nepotes (letterlijk: "(zijn) zusters kleinzonen") wordt verwezen. Een van hen was de latere keizer Augustus, achterneef van Caesar via de met diens (jongere) zus getrouwde Marcus Atius Balbus en hun dochter Atia Balba Caesonia. Het meervoud sororum wijst erop, dat de andere twee genoemde personen, Lucius Pinarius en Quintus Pedius, afstammen van een tweede zuster van Caesar. Als zij net zoals Augustus achterneven van de dictator zijn, kun we uit hun familienamen niet opmaken over de huwelijken van Julia, omdat zij net zoals Augustus van dochters van Julia kunnen afstammen.
Desalniettemin gaat men er in het historische onderzoek op basis van chronologische gronden, namelijk de ons bekende carrière van Quintus Pedius, van uit dat het mogelijk is dat Pedius (en waarschijnlijk ook Pinarius) niettegenstaande de woordkeuze van Suetonius geen achterneef, maar neef van Caesar was. Volgens deze reconstructie zou Julia twee keer zijn gehuwd, waarvan we niet weten met wie ze eerst was gehuwd: met een zeker Pinarius (uit een oude, patricische familie) en met een Marcus of Quintus Pedius. Elk van haar echtgenoten baarde ze ten minste een, namelijk de door Suetonius vermelde mannen, zoon.